# Abade de Vermoim
Abade de Vermoim ist ein portugiesischer Ort und eine ehemalige Gemeinde (Freguesia) im nordportugiesischen Kreis Vila Nova de Famalicão. Die Gemeinde hatte 437 Einwohner (Stand 30. Juni 2011).
Am 29. September 2013 wurden die Gemeinden Abade de Vermoim und Antas zur neuen Gemeinde União das Freguesias de Antas e Abade de Vermoim zusammengeschlossen.

## Bauwerke
- Alminhas da Pena
- Alminhas Roubadas